# Tusquets Editores
Tusquets Editores es una editorial española fundada en 1969 por Beatriz de Moura y Óscar Tusquets.
Ha publicado obras de autores en lengua española, como Octavio Paz, Gabriel García Márquez, Julio Cortázar, Mario Vargas Llosa, Adolfo Bioy Casares, Jorge Luis Borges y Almudena Grandes, y de idiomas extranjeros traducidas al español, como Milan Kundera, Italo Calvino, Albert Camus, Haruki Murakami, Georges Bataille, Henry James, entre otros.
Tusquets Editores otorga el Premio Tusquets Editores de Novela desde el año 2005, al que pueden optar novelas en castellano. También otorgó el Premio La Sonrisa Vertical de narrativa erótica entre los años 1977 y 2004.
En 2012 Tusquets Editores se asoció al Grupo Planeta.

## Catálogo
Las obras que publica se incluyen en varias colecciones: Andanzas, Infantil, Metatemas, La sonrisa vertical, Acracia, Los 5 Sentidos, Kriterios, Tiempo de Memoria, Marginales, Ensayo, Esenciales, Textos en el Aire, MAXI, Fábula, Una Serie de Catastróficas Desdichas, Valentina, La Flauta Mágica, Cuadernos Ínfimos, Afueras, Cómics, Libros de Arte, Caminada y L'Ull de Vidre.